# Jesse E. Moorland
Jesse Edward Moorland (né le 10 septembre 1863 - mort le 30 avril 1940) est un pasteur américain de l'Église congrégationaliste, un dirigeant de la branche afro-américaine de la Young Men's Christian Association et un administrateur de la National Association for the Advancement of Colored People, (NAACP) , un militant du mouvement américain des droits civiques, un universitaire, le fondateur d'une bibliothèque consacrée à l’histoire des Afro-Américains connue sous le nome de Centre de recherche Moorland-Spingarn et il a facilité la création de l'Association for the Study of African American Life and History (ASALH) par son soutien à Carter G. Woodson. 

## Biographie
Né à Coldwater, dans l'Ohio, il est le seul enfant d'une famille d'agriculteurs. Il fréquente l'Université du Nord de l'Ohio à Ada, dans l'Ohio. Puis, il déménage à Washington (district de Columbia), où il est admis au département de théologie de l'université Howard et obtient le Master of Arts en 1891. Il a été ordonné pasteur de l'Église congrégationaliste. Cette même année, il est embauché comme secrétaire général du département des « gens de couleur » de la Young Men's Christian Association.
Il se consacre aux organisations sociales afro-américanes telles que la National Afro-American League (en) dans les années 1890, et plus tard au sein du National Health Circle for Colored People, Inc. En 1914, Kelly Miller (scientist) (en) un intellectuel afro-américain de premier plan, persuade Jesse Moorland de faire don de sa grande bibliothèque privée sur les Noirs en Afrique et aux États-Unis, en vue de la fondation d'un projet de « Negro-Americana Museum and Library » à l'université Howard. Cette collection constitue la base du Centre de recherche Moorland-Spingarn,,.
En 1885, dans l'Ohio, il épouse Lucy C Woodson, qui est une petite-fille de Thomas et Jemima Woodson.
Jesse Moorland est membre de la fraternité Alpha Phi Alpha.
Jesse Moorland est mort à New York à l'âge de 76 ans.
Il a cofondé l'Association for the Study of African American Life and History (ASNLH) avec Carter G. Woodson en 1915,.